# Darren Fletcher

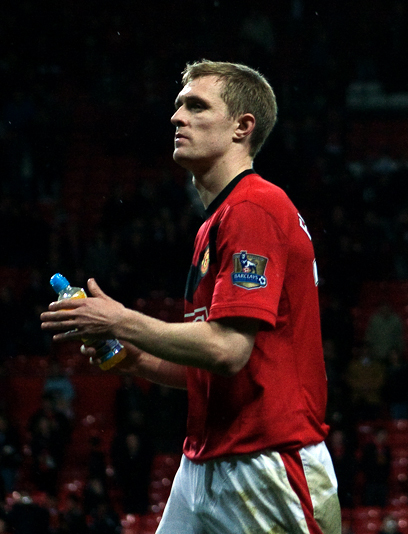
Fletcher im Trikot von Manchester United (2009)

Darren Barr Fletcher (* 1. Februar 1984 in Dalkeith) ist ein ehemaliger schottischer Fußballspieler und heutiger Trainer und Funktionär. Er verbrachte einen Großteil seiner Spielerkarriere bei Manchester United und gewann dort insgesamt 13 Titel. Seit 2021 ist er technischer Direktor des Vereins.

## Spielerkarriere

### Im Verein
Der zentrale Mittelfeldspieler, der auch auf der rechten Außenbahn eingesetzt werden kann, begann seine Karriere 1999 in der Jugendmannschaft von Manchester United. Fletcher wurde im Jahr 2001 in die erste Mannschaft geholt, gab sein Ligadebüt aber erst am 27. September 2003 im Spiel gegen Leicester City. In den folgenden Jahren spielte er regelmäßig in der Mannschaft und gewann mit ihr unter anderem 2008 die UEFA Champions League, 2009 die FIFA-Klub-Weltmeisterschaft, sowie von 2007 bis 2011 vier Mal die englische Meisterschaft.
Im Dezember 2011 wurde bekannt, dass Fletcher bereits seit einem Jahr an Colitis ulcerosa litt. Auf ärztlichen Rat unterbrach er seine Karriere als Fußballspieler. Am 19. September 2012 gab der er nach über zehn Monaten sein Comeback in der ersten Mannschaft von Manchester United, als er beim 1:0-Sieg der gegen Galatasaray Istanbul im Champions-League-Erstrundenspiel in der 79. Spielminute für Paul Scholes eingewechselt wurde. Am Saisonende konnte er mit dem Team seine fünfte englische Meisterschaft feiern.
Am 2. Februar 2015 verließ Fletcher Manchester United nach 20 Jahren und schloss sich West Bromwich Albion an, bei dem er Mannschaftskapitän wurde. Im Sommer 2017 wechselte er zum Ligakonkurrenten Stoke City, mit dem er nach dem Abstieg am Saisonende 2018/19 noch eine weitere Saison in der zweiten Liga verbrachte, ehe er seine Spielerkarriere beendete.

### Nationalmannschaft
Von 2003 bis 2017 bestritt Flatcher insgesamt 80 Länderspiele für die schottische Nationalmannschaft, nahm mit ihr aber nie an einem großen Turnier teil.

## Als Trainer und Funktionär
Nach dem Ende seiner Spielerkarriere kehrte Fletcher im Oktober 2020 zu Manchester United zurück und übernahm dort zunächst im Jugendbereich das Training der U16-Junioren. Im Januar 2021 wurde er in das Trainerteam der Profimannschaft unter Ole Gunnar Solskjaer aufgenommen. Kurze Zeit später berief ihn der Verein im März 2021 auf die neu geschaffene Position des Technischen Direktors.

## Titel und Erfolge
- Englischer Meister: 2007, 2008, 2009, 2011 und 2013
- Englischer Pokal: 2004
- Englischer Ligapokal: 2006 und 2009
- Champions League: 2008
- Klub-Weltmeister: 2008
- FA Community Shield: 2007, 2008 und 2010